# 40. People’s Choice Awards-gála
Az 40. People’s Choice Awards-gála a 2013-as év legjobb filmes, televíziós és zenés alakításait értékelte. A díjátadót 2014. január 8-án tartották a kaliforniai Nokia Theatreben, a műsor házigazdái Beth Behrs és Kat Dennings voltak. A ceremóniát a CBS televízióadó közvetítette.

## Győztesek és jelöltek
Forrás:

### Film
| Az év filmje                                                                                       | Az év akciófilmje |
| -------------------------------------------------------------------------------------------------- | --- |
| - Vasember 3. - Gru 2. - Halálos iramban 6. - Szörny Egyetem - Sötétségben – Star Trek             | - Vasember 3. - Halálos iramban 6. - Sötétségben – Star Trek - Farkas - Z világháború |
| Az év vígjátéka                                                                                    | Az év drámája |
| - Női szervek - Nagyfiúk 2. - Másnaposok 3. - Derült égből apu - Családi üzelmek                   | - Gravitáció - A komornyik - Phillips kapitány - A nagy Gatsby - Fogságban |
| Az év férfi filmsztárja                                                                            | Az év női filmsztárja |
| - Johnny Depp - Leonardo DiCaprio - Robert Downey Jr. - Hugh Jackman - Channing Tatum              | - Sandra Bullock - Jennifer Aniston - Scarlett Johansson - Melissa McCarthy - Gwyneth Paltrow |
| Az év drámai színésze                                                                              | Az év drámai színésznője |
| - Leonardo DiCaprio - Ryan Gosling - Chris Hemsworth - Hugh Jackman - Channing Tatum               | - Sandra Bullock - Amy Adams - Halle Berry - Emma Stone - Oprah Winfrey |
| Az év férfi vígjáték-sztárja                                                                       | Az év női vígjáték-sztárja |
| - Adam Sandler - Bradley Cooper - James Franco - Zach Galifianakis - Chris Rock                    | - Sandra Bullock - Jennifer Aniston - Scarlett Johansson - Melissa McCarthy - Emma Watson |
| Az év akciófilm-sztárja                                                                            | Az év duója |
| - Robert Downey Jr. - Vin Diesel - Hugh Jackman - Brad Pitt - Channing Tatum                       | - Sandra Bullock és George Clooney (Gravitáció) - Jennifer Aniston és Jason Sudeikis (Családi üzelmek) - Sandra Bullock és Melissa McCarthy (Női szervek) - Robert Downey Jr. és Gwyneth Paltrow (Vasember 3.) - Chris Pine és Zachary Quinto (Sötétségben – Star Trek) |
| Az év családi filmje                                                                               | Az év horrorfilmje |
| - Gru 2. - Szörny Egyetem - Óz, a hatalmas - Percy Jackson: Szörnyek tengere - Hupikék törpikék 2. | - Carrie (film, 2013) - Démonok között - Boszorkányvadászok - Insidious – A gonosz háza - Mama |
| Az év thrillere                                                                                    | Az év vége legjobb filmje |
| - Szemfényvesztők - Die Hard – Drágább, mint az életed - A hívás - RED 2. - Az elnök végveszélyben | - Az éhezők viadala: Futótűz - Ron Burgundy: A legenda folytatódik - Jégvarázs - A hobbit: Smaug pusztasága - Thor: Sötét világ |

### Televízió
| Az év vígjátéka | Az év drámaműsora |
| --- | --- |
| - Agymenők - Az élet csajos oldala - Glee – Sztárok leszünk! - Így jártam anyátokkal - Modern család | - A férjem védelmében - Lángoló Chicago - A Grace klinika - Nashville - Vásott szülők |
| Az év tévés vígjátékszínésze | Az év tévés vígjátékszínésznője |
| - Chris Colfer - Darren Criss - Jesse Tyler Ferguson - Neil Patrick Harris - Jim Parsons | - Kaley Cuoco - Zooey Deschanel - Jane Lynch - Lea Michele - Melissa McCarthy |
| Az év tévés drámai színésze | Az év tévés drámai színésznője |
| - Josh Charles - Kevin Bacon - James Caviezel - Patrick Dempsey - Mark Harmon | - Stana Katić - Mariska Hargitay - Julianna Margulies - Sandra Oh - Pauley Perrette |
| Az év nyomozós sorozata | Az év sci-fi/fantasyműsora |
| - Castle - Dr. Csont - Gyilkos elmék - A mentalista - NCIS | - A szépség és a szörnyeteg - Egyszer volt, hol nem volt - Odaát - Vámpírnaplók - The Walking Dead |
| Az év tévés sci-fi/fantasyszínésze | Az év tévés sci-fi/fantasyszínésznője |
| - Ian Somerhalder - Jensen Ackles - Stephen Amell - Andrew Lincoln - Jared Padalecki | - Kristin Kreuk - Emilia Clarke - Nina Dobrev - Ginnifer Goodwin - Tatiana Maslany |
| Az év kábeles vígjátéka | Az év kábeles drámaműsora |
| - Psych – Dilis detektívek - Kínos - Született szinglik - Vérmes négyes - Melissa és Joey | - The Walking Dead - Downton Abbey - Hazug csajok társasága - Kemény motorosok - A nagy svindli |
| Az év prémium kábeles drámaműsora | Az év tévéfilmje vagy minisorozata |
| - Homeland – A belső ellenség - Kaliforgia - Trónok harca - Csajok - True Blood – Inni és élni hagyni | - Amerikai Horror Story - Túl a csillogáson - A Biblia - Sharknado - Cápavihar - A fehér királyné |
| Az év kábelsorozatos színésznője | Az év tévés antihőse |
| - Lucy Hale - Courteney Cox - Claire Danes - Angie Harmon - Maggie Smith | - Rick Grimes (Andrew Lincoln) - The Walking Dead - Jaime Lannister (Nikolaj Coster-Waldau) - Trónok harca - Walter White (Bryan Cranston) - Breaking Bad – Totál szívás - Dexter Morgan (Michael C. Hall) - Dexter - Norman Bates (Freddie Highmore) - Bates Motel – Psycho a kezdetektől        |
| Az év tévés brománca | Az év tévés női csapata |
| - Sam Winchester - Dean Winchester és Castiel - Odaát - Blaine Anderson és Sam Evans - Glee – Sztárok leszünk! - Sheldon Cooper, Leonard Hofstadter, Howard Wolowitz és Raj Koothrappali - Agymenők - Kevin Ryan és Javier Esposito - Castle - Ted Mosby, Marshall Eriksen és Barney Stinson - Így jártam anyátokkal | - Rachel Berry és Santana Lopez - Glee – Sztárok leszünk! - Lily Aldrin és Robin Scherbatsky - Így jártam anyátokkal - Caroline Channing és Max Black - Az élet csajos oldala - Meredith Grey és Cristina Yang - A Grace klinika - Penny, Bernadette Rostenkowski és Amy Farrah Fowler - Agymenők |
| Az év duója | Az év tévés hőse |
| - Damon Salvatore és Elena Gilbert - Vámpírnaplók - Richard Castle és Kate Beckett - Castle - Kurt Hummel és Blaine Anderson - Glee – Sztárok leszünk! - Derek Shepherd és Meredith Grey - A Grace klinika - Emma Swan és Hook - Egyszer volt, hol nem volt                                                          | - Norman Reedus - The Walking Dead - Stephen Amell - A zöld íjász - Billy Burke - Revolution - Andrew Lincoln - The Walking Dead - Noah Wyle - Éghasadás |
| Az év új vígjátékműsora | Az év új drámaműsora |
| - Csajos hármas - Eszementek - The Michael J. Fox Show - A Miller család - Anyák gyöngye | - Az uralkodónő - A S.H.I.E.L.D. ügynökei - Drakula - The Originals – A sötétség kora - Az Álmosvölgy legendája |
| Az év férfi előadója új tévéműsorban | Az év női előadója új tévéműsorban |
| - Joseph Morgan - Michael J. Fox - Jonathan Rhys Meyers - Andy Samberg - Robin Williams | - Sarah Michelle Gellar - Anna Faris - Allison Janney - Ming-Na Wen - Rebel Wilson |
| Az év streaming sorozata | Az év hiányzó sorozata |
| - Narancs az új fekete - Az ítélet: család - Between Two Ferns with Zach Galifianakis - Kártyavár - Losing It With John Stamos | - Breaking Bad – Totál szívás - A stúdió - Dexter - A rejtély - Office |
| Az év nappali beszélgetős műsorvezetője | Az év éjszakai beszélgetős műsorvezetője |
| - Ellen DeGeneres - The Ellen DeGeneres Show - Steve Harvey - Steve Harvey - Phil McGraw - Dr. Phil - Rachael Ray - Rachael Ray - Kelly Ripa és Michael Strahan - Live with Kelly and Michael | - Stephen Colbert - The Colbert Report - Conan O’Brien - Conan - Jimmy Fallon - Late Night with Jimmy Fallon - Jimmy Kimmel - Jimmy Kimmel Live! - David Letterman - Late Show with David Letterman                                                                                               |
| Az év új beszélgetős műsorvezetője | Az év versenyshowja |
| - Queen Latifah - The Queen Latifah Show - Bethenny Frankel - Bethenny - Arsenio Hall - The Arsenio Hall Show - Ross Mathews - Hello Ross - Jenny McCarthy - The View | - The Voice - America’s Got Talent - Dancing with the Stars - Amerikai mesterszakács - The X Factor |

### Zene
| Az év férfi előadója | Az év női előadója |
| --- | --- |
| - Justin Timberlake - Avicii - Michael Bublé - Bruno Mars - Blake Shelton | - Demi Lovato - Katy Perry - Selena Gomez - Pink - Britney Spears |
| Az év kiemelkedő zenésze | Az év popzenésze |
| - Ariana Grande - Austin Mahone - Icona Pop - Imagine Dragons - Lorde | - Britney Spears - Demi Lovato - Bruno Mars - Katy Perry - Justin Timberlake                                                                                               |
| Az év country előadója | Az év countryzenei ikonja |
| - Taylor Swift - The Band Perry - Lady Antebellum - Blake Shelton - Carrie Underwood                                                                                           | - Tim McGraw - Alan Jackson - Toby Keith - Willie Nelson - George Strait                                                                                                   |
| Az év hip-hopzenésze | Az év R&B zenésze |
| - Macklemore és Ryan Lewis - Drake - Jay-Z - Lil Wayne - Kanye West | - Justin Timberlake - Ciara - Alicia Keys - Rihanna - Robin Thicke |
| Az év együttese | Az év alternatív/rockzenésze |
| - Imagine Dragons - Maroon 5 - One Direction - OneRepublic - Paramore | - Fall Out Boy - Imagine Dragons - Mumford & Sons - Muse - Paramore |
| Az év dala | Az év albuma |
| - Katy Perry - "Roar" - Pink feat. Nate Ruess - "Just Give Me a Reason" - Justin Timberlake - "Mirrors" - Imagine Dragons - "Radioactive" - Bruno Mars - "When I Was Your Man" | - Justin Timberlake - The 20/20 Experience - Miley Cyrus - Bangerz - Blake Shelton - Based on a True Story... - Robin Thicke - Blurred Lines - Michael Bublé - To Be Loved |
| Az év videóklipje | Az év zenés rajongótábora |
| - Katy Perry - "Roar" - One Direction - "Best Song Ever" - Demi Lovato - "Heart Attack", - Pink feat. Nate Ruess - "Just Give Me a Reason" - Miley Cyrus - "Wrecking Ball"     | - Lovatics - Demi Lovato - Britney Army - Britney Spears - Directioners - One Direction - Katycats - Katy Perry - Little Monsters - Lady Gaga                              |

## Műsorvezetők
A gálán az alábbi műsorvezetők működtek közre:
- Jessica Alba
- Stana Katić
- Sandra Bullock
- Zac Efron
- Britney Spears
- Christina Aguilera
- Justin Timberlake
- Anna Faris
- Marg Helgenberger
- Roma Downey
- Kaley Cuoco
- Emily Deschanel
- Michael Weatherly
- Josh Holloway
- Ellen DeGeneres
- LL Cool J
- Chris O’Donnell
- Melissa McCarthy
- Drew Barrymore
- Nina Dobrev
- Robert Downey Jr.
- Sarah Michelle Gellar
- Sean Hayes
- Allison Janney
- Michael B. Jordan
- Queen Latifah
- Julianna Margulies
- Shemar Moore
- Norman Reedus
- Ian Somerhalder
- Miles Teller
- Allison Williams
- Malin Akerman
- Stephen Amell
- Wayne Brady
- Stephen Colbert
- Chris Colfer
- Naya Rivera
- Lucy Hale
- Heidi Klum
- Ross Mathews
- Joseph Morgan
- Meghan Ory
- Ian Ziering
- Matt LeBlanc

## Fordítás
- Ez a szócikk részben vagy egészben  a(z)   40th People's Choice Awards című angol Wikipédia-szócikk fordításán alapul.  Az eredeti cikk szerkesztőit annak laptörténete sorolja fel. Ez a jelzés csupán a megfogalmazás eredetét és a szerzői jogokat jelzi, nem szolgál a cikkben szereplő információk forrásmegjelöléseként.